# مارک آکر
مارک آکر (انگلیسی: Mark Acre؛ زادهٔ ۱۶ سپتامبر ۱۹۶۸) بازیکن بیس‌بال اهل ایالات متحده آمریکا است.